# 파울 코드레아
파울 콘스탄틴 코드레아(루마니아어: Paul Constantin Codrea ˈpa.ul ˈkodre̯a[*], 1981년 4월 4일, 티미슈 주 티미쇼아라 ~)는 루마니아의 축구 감독이자 전직 선수이다. 전직 미드필더였던 그는 루마니아 국가대표팀 일원으로 유로 2008에 참가했다.

## 클럽 경력
파울 코드레아는 고향 동네 바나툴 티미쇼아라에서 축구를 시작했다. 그는 디나모 부쿠레슈티로 이적해 1997년 3월 1일에 0-1로 패한 글로리아 비스트리차와의 경기에서 커털린 힐단과 교체 투입되어 디비지아 A 신고식을 치렀다. 디나모 부쿠레슈티에서 디비지아 A 경기에 1번더 출전한 그는 디비지아 B의 폴리테흐니카 티미쇼아라로 임대했다. 2년 후, 그는 디비지아 A 무대로 복귀했는데, 이번에는 디나모 부쿠레슈티에서 아르제슈 피테슈티로 임대되었다. 2001년, 코드레아는 해외 무대로 둥지를 옮겼는데, 세리에 B의 제노아로 $2.75M에 이적하여 같은 루마니아인 클라우디우 니쿨레스쿠, 아드리안 미할체아, 그리고 발렌틴 너스타세와 한배를 탔다. 팔레르모는 이후 그를 영입하기 위해 €2.5M의 이적료와 공격수 주세페 마스카라를 얹었고, 코드레아는 "독수리 군단"에 입단하여 발렌틴 너스타세와 2003-04 시즌 전반기 세리에 B에서 재회했고, 세리에 B를 우승해 세리에 A로 승격했다. 2004년 1월, 그는 팔레르모에서 세리에 A 페루자로 프란코 브리엔차와 임대되었는데, 이 과정에서 파비오 그로소가 팔레르모로 향했다. 그는 2004-05 시즌에는 팔레르모에서 토리노로 임대되어 35번의 경기에 출전하여 1골을 기록했고, 소속 구단을 세리에 A로 승격시켰지만, 구단 재정 문제로 승격이 취소되었다. 코드레아는 2006년에 세리에 A의 시에나로 이적하면서 팔레르모를 완전히 떠났고, 2012년까지 100번이 넘는 세리에 A 경기에 출전하며 최전성기를 보냈는데, 중간에 2011년에 바리로 임대되었고, 잠깐 같은 국적의 코스민 모치와 한배를 타기도 했다. 2012년 7월, 그는 루마니아 무대로 복귀해 라피드 부쿠레슈티에서 2013년 겨울까지 활약했고, 폴리테흐니카 티미쇼아라로 복귀해 선수 겸 감독이 되었다. 코드레아는 세리에 A 무대에서 133번의 경기에 출전해 3골을 기록했고, [[세리에 B] 무대에서 111번의 경기에 출전해 6골을 넣었으며, 디비지아 A 무대에서 47번의 경기에 출전하여 1골을 넣었고, 팔레르모 소속으로 2005-06 시즌 UEFA컵에서 6경기에 출전했다.

### 국가대표팀 경력
파울 코드레아는 루마니아 국가대표팀 경기에 44번 출전해 1골을 기록했는데, 2000년 11월 15일에 라슬로 뵐뢰니 감독의 지도 하에 2-1로 이긴 유고슬라비아와의 친선경기에서 첫 경기를 치렀다. 그는 4번째 경기인 리투아니아와의 친선경기에서 처음이자 마지막으로 국가대표팀 경기 득점을 기록했는데, 결과는 3-0 승리였다. 그는 2002년 월드컵 예선전에서 4경기, 유로 2004 예선전에서 4경기, 2006년 월드컵 예선전에서 2경기 출전했다. 코드레아는 유로 2008 예선전에서 8경기 출전해 본선행에 일조했다. 그는 빅토르 피추르커 감독의 부름을 받아 유로 2008 본선의 조별 리그 3경기에 모두 출전했고, 0-0으로 비긴 프랑스와의 1차전은 러즈반 코치슈와 64분에 교체 투입되었고, 1-1로 비긴 이탈리아와의 2차전은 90분을 모두 소화했으며, 0-2로 패한 네덜란드와의 최종전에서는 72분에 니쿨라에 디커와 교체되어 나갔다. 파울 코드레아는 2010년 월드컵 예선전에 5경기 출전했고, 마지막 국가대표팀 경기는 2010년 3월 3일에 0-2로 패한 이스라엘과의 친선경기였다.
2008년 3월 25일, 코드레아는 루마니아의 트라이안 버세스쿠 대통령으로부터 유로 2008 예선전에서 맹활약하여 대회 본선에 진출한 공로로 훈장을 받았다. 그는 "체육 훈장"(Meritul Sportiv) 3등급을 수여받았다.

## 통계

### 국가대표팀
| 루마니아 국가대표팀 | 루마니아 국가대표팀 | 루마니아 국가대표팀 |
| 연도                | 출장                | 골                  |
| ------------------- | ------------------- | ------------------- |
| 2000                | 3                   | 0                   |
| 2001                | 6                   | 1                   |
| 2002                | 6                   | 0                   |
| 2003                | 3                   | 0                   |
| 2004                | 1                   | 0                   |
| 2005                | 1                   | 0                   |
| 2006                | 3                   | 0                   |
| 2007                | 9                   | 0                   |
| 2008                | 5                   | 0                   |
| 2009                | 6                   | 0                   |
| 2010                | 1                   | 0                   |
| 합계                | 44                  | 1                   |

### 국가대표팀 득점 기록
| # | 날짜            | 경기장                | 상대       | 점수 | 결과 | 대회     |
| - | --------------- | --------------------- | ---------- | ---- | ---- | -------- |
| 1 | 2001년 2월 28일 | 키프로스 니코시아 GSP | 리투아니아 | 0–3  | 0–3  | 친선경기 |

## 감독 경력
그는 2013년에 안토니오 포알레가 단장으로 보직을 변경하면서 공석이 된 5부 리그의 폴리테흐니카 티미쇼아라의 감독으로 취임했다. 그는 2013년 3월 18일에 3-0으로 이긴 그란-플라츠 리블링과의 경기로 임기를 시작했다. 그는 2014년 11월 19일에 사임했다.

## 수상
팔레르모
- 세리에 B: 2003–04[1]

## 참고
1. ↑  1997-98 시즌 디비지아 B의 기록 없음.[1]